# Anaerofustis stercorihominis
Anaerofustis stercorihominis è una specie di batterio appartenente alla famiglia delle Eubacteriaceae.